# 巴纳纳尔岛
巴纳纳尔岛（葡萄牙語：Ilha do Bananal），又名香蕉园岛，位于巴西托坎廷斯州，为世界上面积最大的河中岛（河心岛），面积19,162平方公里。该岛位于阿拉瓜亚河（Araguaia）中，长约350公里，宽约55公里。1959年，该地设为阿拉瓜亚国家公园。

## 画廊

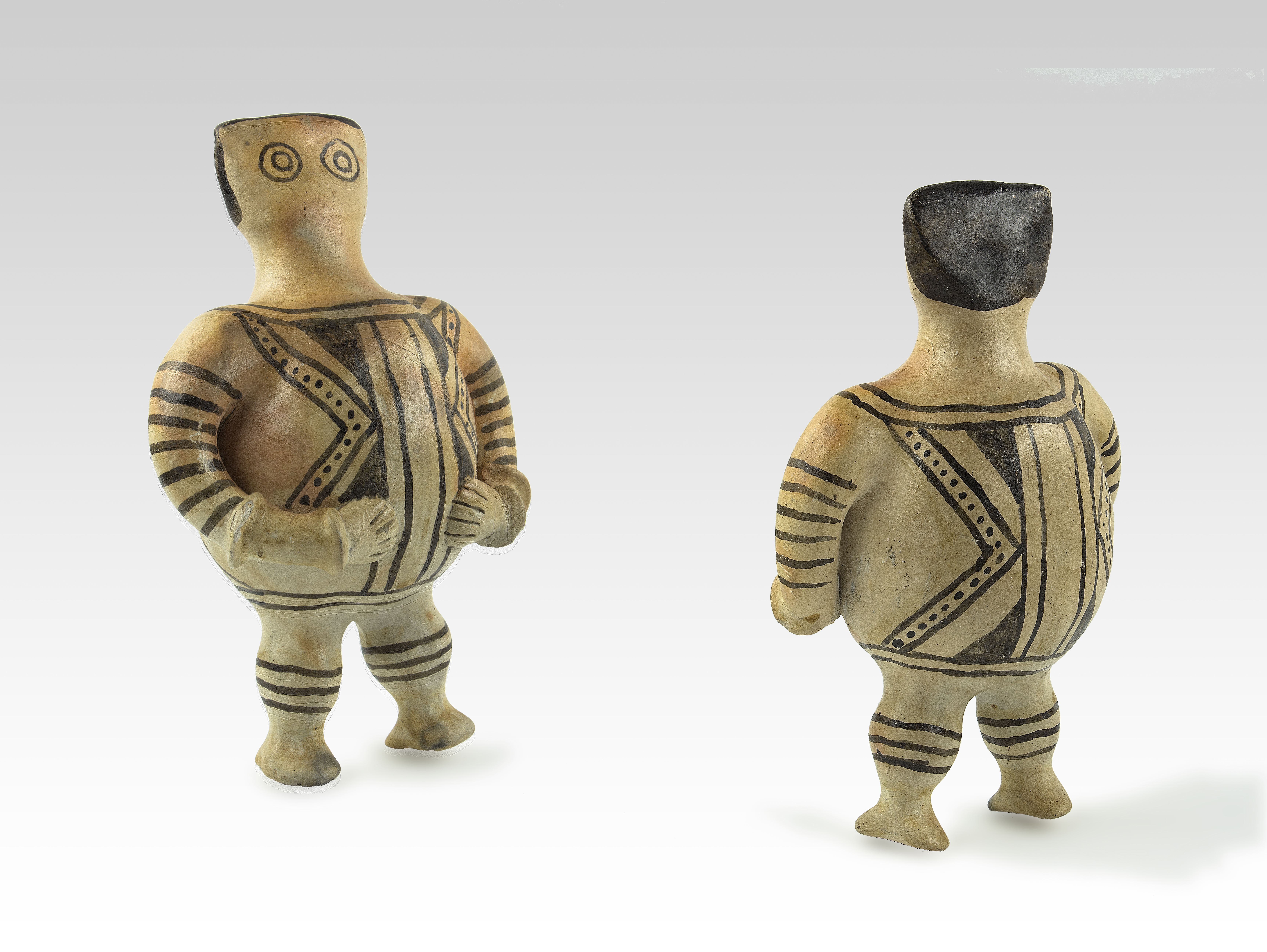
陶瓷雕像